# Sunshine Reggae a Ibiza isola arraposa
Sunshine Reggae a Ibiza isola arraposa (Sunshine Reggae auf Ibiza) è un film del 1983 diretto da Franz Marischka e firmato, dal regista, con lo pseudonimo François Petit.

## Trama
Quando Karl, un contadino della Frisia ormai adulto, riceve una fotografia con dedica dalla celebre cantante Linda, di cui è un fan sfegatato e sapendo che lei si trova a Ibiza, per eseguire dei concerti, decide di partire immediatamente per andare a conoscerla di persona. Arrivato sull'isola scopre che in realtà la fotografia è stata firmata e spedita dalla segretaria di Linda che ne invia tutti i giorni a centinaia di ammiratori. La segretaria decide comunque di presentarlo alla cantante. Da questo momento, Karl, entra in un giro di giovani spregiudicati e in cerca di avventure, trovandosi a sua volta, coinvolto in bizzarre avventure coniugali e sociali che lo accompagneranno per tutta la vacanza senza dargli il tempo di annoiarsi.

## Promozione

### Slogan
"Uacciuariuariuari.....!!! La vostra estate. Le vostre avventure. Le vostre canzoni." è lo slogan utilizzato per pubblicizzare il film sulle locandine inserite nelle pagine dedicate alla programmazione cinematografica dei quotidiani dell'epoca.

### Locandine
I manifesti e le locandine usate per la promozione del film, all'epoca della sua diffusione nelle sale cinematografiche italiane, sono state curate dall'illustratore Enzo Sciotti.

## Distribuzione
Il film è stato distribuito nelle sale cinematografiche italiane nel maggio del 1984.

### Data di uscita
Alcune date di uscita internazionali nel corso degli anni sono state:
- 11 novembre 1983 in Germania (Sunshine Reggae auf Ibiza)[5]
- 11 maggio 1984 in Italia[6]

## Accoglienza
La pellicola non ha ottenuto un buon riscontro al botteghino né tantomeno di critica, che liquida l'opera, come un filmettino balneare-turistico-musicale utile più a propagandare le bellezze delle Baleari e quelle delle ragazze, spesso e volentieri svestite, che a raccontare una storia vera e propria, perché la vicenda narrata è del tutto futile e senza né capo né coda.